# Билинска Киселка

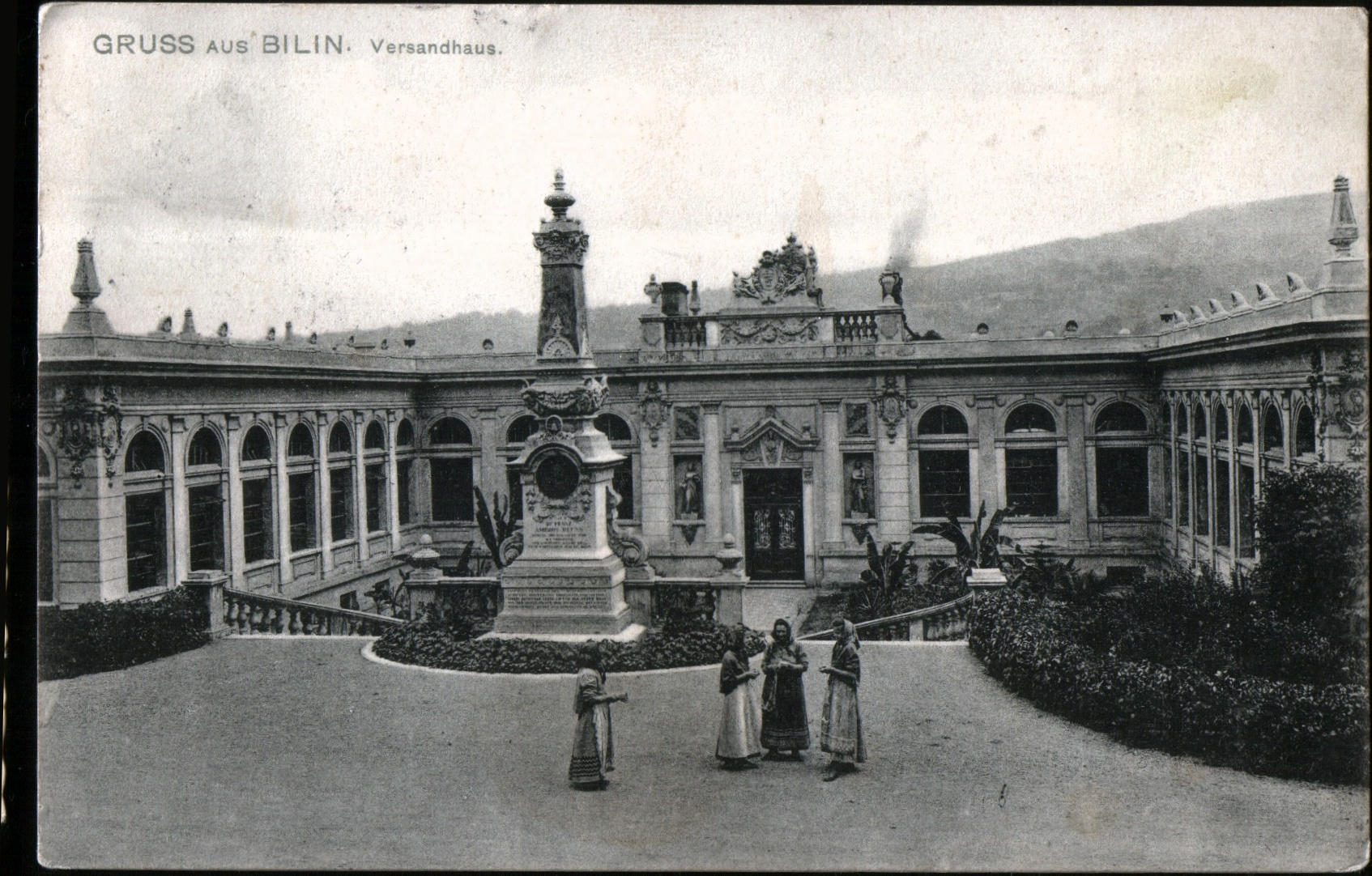

«Билинска Киселка» (чешск. Bílinská Кyselka) — лечебно-столовая природная гидрокарбонатно-натриевая минеральная вода средней минерализации с повышенным содержанием кремниевой кислоты. Добывается с глубины 191 м в городе Билина в районе Теплице Устецкого края на севере Чехии. Температура в источнике — 17–20°C.

## История

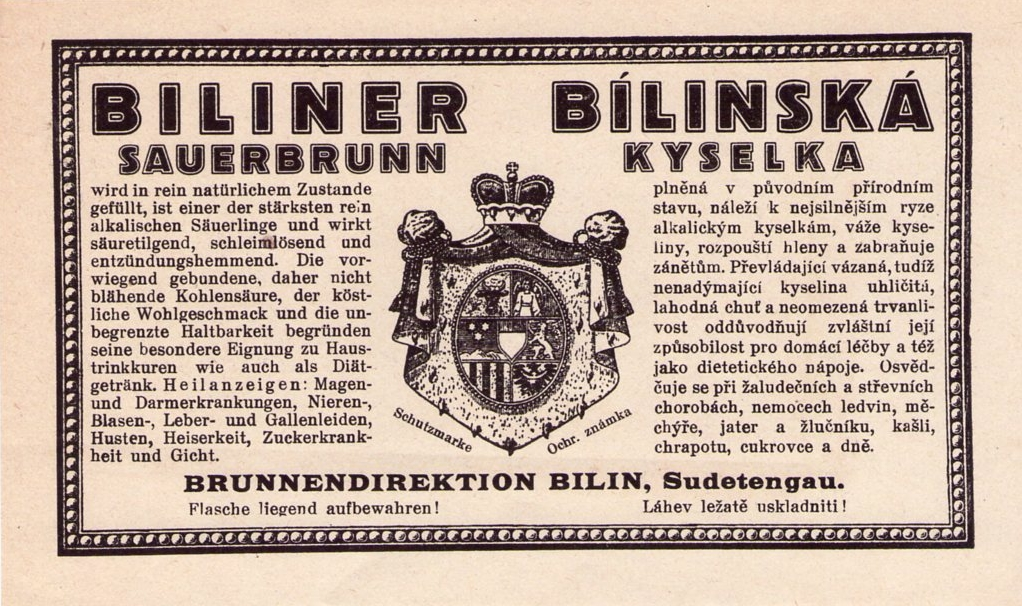

В 1513 году польский король Владислав Ягелон II отменил зависимость замка Билина от Польского королевства и вернул его во владение чешских князей Лобковицей. Князь Депольд Лобковиц вернул своим вассалам их прежние привилегии, начались обильные пиры и охоты. Во время одной из таких охот батрак фермы чешского вельможи Каштала открыл источник, вода из которого обладала специфическими свойствами. Этот факт упоминается в хрониках летописца Гайека из Любочан.
Уже в начале XVIII века минеральная вода «Билинска Киселка» используется в быту из-за недостатка в округе питьевой воды. А в 1761 году вода была очищена от так называемых «диких вод». После этого все три существовавших на тот момент источника были переделаны в резервуары, обложенные песчаником, и объединены стеной в один бювет.
Князь Франтишек Йозеф Лобковиц, владелец Билины, занялся дорогостоящей реконструкцией источников. Над источниками был возведён купол на четырёх колоннах.

## Химический состав
Общая минерализация воды «Билинска Киселка» — 7,3-7,5 г/л, кислотность 6,6-6,7 рН.
В 1000 мл воды содержится:
| Катионы, мг/л | Катионы, мг/л | Анионы, мг/л | Анионы, мг/л |
| ------------- | ------------- | ------------ | ------------ |
| Литий Li⁺     | 3,6 - 4,8     | Фтор F⁻      | 4,4-6,3      |
| Натрий Na⁺    | 1740- 1880    | Хлор Cl⁻     | 220-230      |
| Калий K⁺      | 90-100        | SO42−        | 574-615      |
| Магний Mg²⁺   | 45-48         | НСO₃⁻        | 4470-4640    |
| Кальций Ca²⁺  | 133-134       |              |              |

Недиссоциированные компоненты — 52,1,
всего сумма — 7357-7680,
свободный CO2 — 1700—2245

## Форма выпуска
Минеральная вода выпускается в ПЭТ бутылках синего цвета с защитой от ультрафиолетовых лучей объёмом 0,5 л и 1 л.